# Articulation cunéo-naviculaire
L'articulation cunéo-naviculaire (ou articulation scapho-cunéenne) est l'articulation intertarsienne qui unit l'os naviculaire aux trois os cunéiformes. 

## Surfaces articulaires
L'articulation cunéo-naviculaire est constituée de la surface articulaire située sur la face antérieure de l'os naviculaire. C'est une surface convexe divisée en trois facettes par deux arêtes verticales et mousses. 
Les trois faces postérieures des trois os cunéiformes portent une facette articulaire répondant aux trois facettes de l'os naviculaire.

## Moyens d'union
L'articulation cunéo-naviculaire est maintenue par une capsule qui est renforcée par les trois ligaments cunéo-naviculaires dorsaux et les trois ligaments cunéo-naviculaires plantaires.

## Anatomie fonctionnelle
De simples mouvements de glissement sont autorisés entre les os naviculaire et cunéiforme.